# Alfredo Zalce
Alfredo Zalce (* 12. Januar 1908 in Pátzcuaro; † 19. Januar 2003 in Morelia) war ein mexikanischer Künstler.

## Biografie

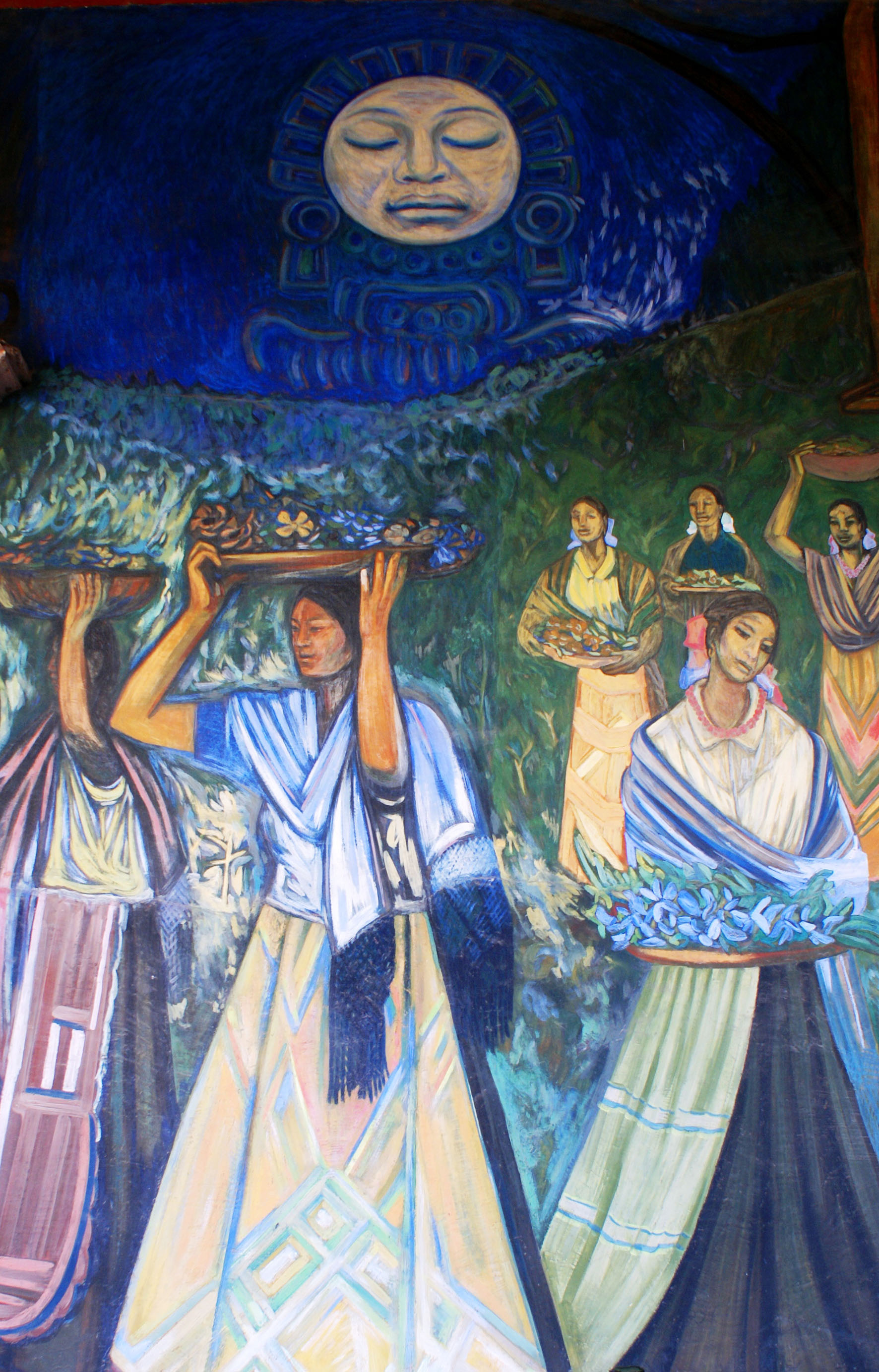
Detail des Wandgemäldes "Menschen und Landschaft in Michoacán" am Palacio de Gobierno in Michoacán (1962)

Von 1924 bis 1927 studierte er an der Academia de San Carlos. 1930 gründete er eine Kunstschule in Taxco de Alarcón (Guerrero). Ab 1931 studierte er Lithographie bei Emilio Amero. Von 1932 bis 1935 war er Kunstlehrer an verschiedenen Kunstschulen in Mexiko-Stadt. Im Jahre 1932 fand die erste Einzelausstellung der Werke Zalces statt. 1934 gründete er mit anderen Künstlern die Liga de Escritores y Artistas Revolucionarios (Liga der revolutionären Schriftsteller und Künstler, LEAR), 1937 war er neben Ángel Bracho, Alberto Beltrán, Leopoldo Méndez und Raul Angúiano Gründungsmitglied der Taller de Gráfica Popular (Werkstatt der Volksgraphiker, TGP). 1945 unternahm er eine Reise nach Yucatán, Campeche und Quintana Roo. 1950 zog er nach Morelia. 1952 wurde er Direktor der Kunsthochschule von Morelia. 1999 trat er der Academia de Artes bei.